# Illes Aran

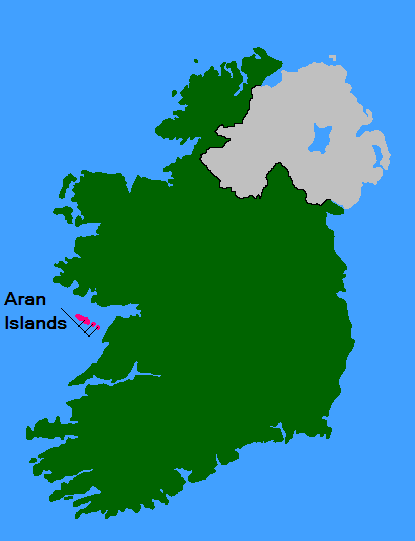
Les Illes Aran es troben a l'oest d'Irlanda

Les illes Aran (en gaèlic irlandès Oileáin Árann i en anglès Aran islands) és un grup de tres illes situades a la sortida de la badia de Galway a la costa occidental d'Irlanda, a uns 18 km de l'illa d'Irlanda. Ocupen una superfície de 51 km².
Les illes del grup, d'oest a est, són: Inis Mór (Árainn / Árainn Mhór) que és la més grossa; Inis Meáin (Inis Meadhóin) la segona en extensió i Inis Oírr (Inis Thiar / Inis Oirthir) l'illa més petita.
Culturalment conserven amb força l'ús de l'idioma celta gaèlic que en canvi ha anat davallant a la resta d'Irlanda.

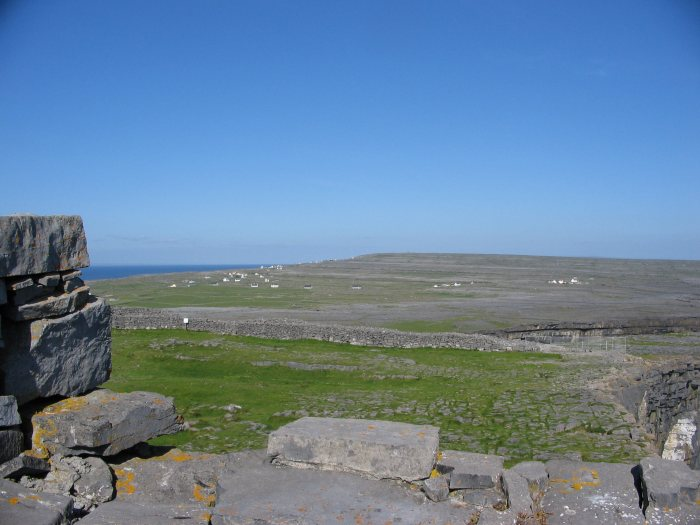
Vista sobre paisatges càrstics des de Dún Aonghasa, una fortificació antiga.

Les illes es diferencien geològicament de les zones adjacents granítiques de l'illa d'Irlanda (Conamara) pel fet de ser calcàries càrstiques.
Sobre aquestes illes es va fer una cèlebre pel·lícula documental de 1934 anomenada Man of Aran.